# Rolf Lukowsky
Rolf (Rudolf)  Lukowsky (* 14. Juli 1926 in Berlin; † 25. Juli 2021 in Bernau bei Berlin) war ein deutscher Komponist und Chorleiter.

## Jugend und Ausbildung
Lukowskys Vater Josef war Organist und Chorleiter an der katholischen St.-Petrus-Kirche in Berlin-Gesundbrunnen. Bereits als Schüler sang Rolf im Domchor St. Hedwig und im Chor der Staatsoper Berlin. Auf Veranlassung seines Vaters wurde er nicht Mitglied der Hitlerjugend oder des Jungvolks, sondern der katholischen Jugendorganisationen Quickborn und Neudeutschland. Nach der Grundschule besuchte er bis zu dessen Schließung 1940 das Canisius-Kolleg Berlin. Nach Ableisten des Reichsarbeitsdienstes meldete er sich freiwillig als Reserveoffizier. Wegen einer disziplinarischen Verfehlung wurde er nicht zum Unteroffizier befördert, was ihn nach eigener Einschätzung im Zweiten Weltkrieg vor einem Einsatz an der Ostfront bewahrte.
Nach Kriegsende fand die Familie in Sachsen-Anhalt ein Unterkommen. Lukowsky trat der FDJ bei und absolvierte eine Ausbildung als Neulehrer. 1948 gründete er einen Pionierchor. Von 1950 bis 1956 leitete er den Buna-Chor in Halle.
1954 begann er ein zweijähriges Studium der Musikerziehung für die Oberstufe an der Martin-Luther-Universität Halle-Wittenberg. Zu seinen Lehrern gehörten Max Schneider, Walther Siegmund-Schultze, Siegfried Bimberg und Fritz Reuter. Mit Siegfried Bimberg (1927–2008) und Friedrich Krell (1928–2020) brachte das dortige Institut für Musikerziehung neben ihm zwei weitere später für die Chormusik der DDR prägend wirkende Persönlichkeiten als Absolventen hervor.

## Weiterer Werdegang
1956 wurde er als „überzeugter Kommunist“ Mitglied der SED. 50 Jahre später beschreibt er seine politische Einstellung folgendermaßen:

„… sagen wir mal so: Ich denke sozialistisch. Allerdings wäre ich unter anderen Umständen wahrscheinlich nie Sozialist oder Kommunist geworden... Wenn ich nach dem Krieg zum Medizinstudium nach Bonn gegangen wäre, hätten sich die Dinge völlig anders entwickelt.“

Im selben Jahr folgte er seinem Kompositionsprofessor Fritz Reuter an die Humboldt-Universität Berlin und begann eine Aspirantur, die 1959 mit der Promotion endete. Parallel unterrichtete er Studenten in den Fächern Musiktheorie, Volksliedkunde und Chorleitung. In dieser Zeit gründete er auch den Kammerchor des Instituts für Musikerziehung. Eine weitere Aspirantur beendete er 1961 mit der Habilitation und wurde anschließend zum Dozenten für Musiktheorie und Universitätsmusikdirektor ernannt. In Konzerten mit den Chören der Universität und dem ebenfalls von ihm begründeten Collegium musicum instrumentale führte er neben klassischen auch eigene Kompositionen und Werke weiterer zeitgenössischer Künstler auf, daneben entstanden Aufnahmen für Schallplatte, Rundfunk und Fernsehen.
1964 beendete er seine Lehrtätigkeit und wendete sich anderen Schwerpunkten zu. Er wurde Vorsitzender des Komponistenverbandes Berlin. Bereits seit Ende der 1950er Jahre arbeitete er in verantwortlicher Position beim Bundesvorstand des FDGB, u. a. als Redaktionsleiter der FDGB-Liederblätter und musikalischer Organisator der seit 1959 veranstalteten Arbeiterfestspiele. In diesem Zusammenhang lernte er 1965 den Sänger und Schauspieler Ernst Busch kennen, woraufhin sich eine bis zu dessen Tod andauernde enge musikalische Zusammenarbeit entwickelte. Lukowsky arrangierte und komponierte für Busch, probte mit ihm und begleitete ihn als Pianist und Dirigent bei Auftritten und Aufnahmen.
Neben diesen vielfältigen Verpflichtungen fand er noch Zeit für ein produktives kompositorisches Schaffen. Sein erstes Lied „Fleißig, nur fleißig, ihr Mädel und Jungen“ war bereits um 1949 erschienen. Während seiner Tätigkeit an der HU entstanden mehrere Kantaten und Chorzyklen, die er mit seinen Ensembles aufführte und einspielte. Daneben schrieb er viele Auftragswerke für den von Friedrich Krell geleiteten Chor der Gerhart-Hauptmann-Oberschule Wernigerode, u. a. die 1963 uraufgeführte Kantate „Wir freun uns auf den Wind von morgen“ (Text: Rainer Kirsch). Diese Kompositionen waren meist für offizielle Anlässe vorgesehen und hatten entsprechend einen pro-sozialistischen, staatstragenden Inhalt. Bleibender Beliebtheit auch nach dem Ende der DDR erfreuen sich seine zahlreichen Bearbeitungen von Volksliedern in unterschiedlichen Schwierigkeitsgraden, die u. a. durch Schallplattenaufnahmen große Verbreitung fanden. Nach 1990 entstanden auch Vertonungen geistlicher Texte.
In einem Interview beschreibt er seine Tätigkeit dieser Jahre wie folgt:

„Ich habe pro Woche mit meinen eigenen Chören mindestens fünf, sechs Tonaufnahmen im Rundfunk oder in der „Schallplatte“ gemacht. Zusätzlich habe ich für den Rundfunkjugendchor in Wernigerode jeden Monat zehn bis zwanzig Aufnahmen vornehmlich mit meinen eigenen Sachen vorbereitet, arrangiert und bei Bedarf Grundbänder mit Orchester produziert. Dann kam Busch mit vielleicht vier bis sechs Terminen im Monat. […] Und zwischendurch saß ich zu Hause und habe Noten geschrieben …“

## Trivia
Lukowskys Vater Josef (1896–1973), ein Schüler von Carl Thiel, war ebenfalls Chorleiter und Komponist und hatte zeitweise, wie später sein Sohn, einen Lehrauftrag an der Humboldt-Universität inne. Lukowsky war verheiratet und lebte in Bernau bei Berlin. Nach eigenen Angaben kaufte und besaß er „sämtliche Liederbücher, die es gibt“.

## Auszeichnungen
- 1975 Kunstpreis des FDGB
- 1983 Nationalpreis der DDR III. Klasse für Kunst und Literatur
- 1987 den Goethepreis der Stadt Berlin

## Werke (Auswahl)

### Lieder
- Friede auf Erden
- Winterlied (Auf die Straßen fällt ein Schnee)

### Liedbearbeitungen
- Abend wird es wieder
- Als wir jüngst in Regensburg waren
- Das anmutige, schöne Weiß
- Das Heidenröslein
- Das Lieben bringt groß Freud
- Der Mond ist aufgegangen
- Der Schneider Jahrtag
- Es kommt ein Schiff geladen
- Heißa, Kathreinerle
- Herbei, o ihr Gläubigen
- Horch, was kommt von draußen rein
- Im schönsten Wiesengrunde
- Jetzt fahrn wir übern See
- Leise zieht durch mein Gemüt
- Nicht die Zeiten sind schlecht
- Schönster Abendstern
- Weiß mir ein Blümlein blaue
- Wenn alle Brünnlein fließen
- Wie schön blüht uns der Maien

### Weltliche Werke
- Breitet leuchtend euch im Blauen
- Chrysanthemen – Lieder nach Texten aus altchinesischer Dichtung; deutsche Nachdichtung von Ernst Schwarz. Verlag Neue Musik, Berlin 1981.
- Eisler-Zitate nach Sinnsprüchen und einer Zwölftonreihe des Komponisten Hanns Eisler
- Lied vom Klassenfeind
- Sine musica nulla vita
- Wir freun uns auf den Wind von morgen (Kantate)

### Geistliche Werke
- Ave Maria
- Missa vocale Romanum
- Pater noster
- Salve, Regina

### Hörbeispiele
- „Als wir jüngst zu Regensburg waren“ (Bearbeitung)
- „Geht der Tag mit leisem Schritt“ (Chorleiter)